# Десцеметова мембрана
Десцеметова мембрана (ДМ)  је базална мембрана која се налази између праве супстанце рожњаче, која се такође назива строма, и ендотелног слоја рожњаче. Састоји се од различитих врста колагена (тип 4 и 8) из строме. Ендотелни слој се налази на задњем делу рожњаче. Десцеметову мембрану, као базалну мембрану ендотелнног слој, продукује један слој сквамозних епителних ћелија које чине ендотелни слој рожњаче.

## Историја
Десцеметова мембрана је име добила по француском лекару и ботаничару Жану Десцемету (1732–1810). Кроз историју позната је и као задња ограничавајућа еластична ламина, задња еластична ламина и Демоурсова мембрана. 

## Грађа
Десцеметова мембрана се састоји од низа протеина, укључујући фибронектин, ламинин, колаген типа 4 и 8, и протеогликан који садрже хепаран сулфат и дерматан сулфат.  Код одраслих, десцеметова мембрана се састоји од два ултраструктурно различита слоја: 
- Предњег, тракастог слоја формираног од високо организованих колагених ламела и протеогликана. Овај слој се  формира током гестације.

- Задњег, аморфнијег слоја. Предњи слој се формира током гестације.

По рођењу, десцеметова мембрана је дебела око 3 μм. Након рођења, ендотелне ћелије рожњаче синтетишу задњи слој десцеметове мембране и овај слој наставља да се полако повећава током живота са просечном дебљином од 10 μм код старијих особа. Постепено повећање дебљине задњег слоја сугерише да ли има или нема деградације његових састојака односно да ли је  брзина синтезе састојака већа од брзине деградације.

## Клинички значај
Одвајање десцеметове мембране једно је од обољење задње рожњаче које се најчешће јавља као компликација интраокуларне хирургије, или као последица трауме ока, па чак и спонтано. Након одвајања ДМ строма и епител рожњаче изнад њих отекну, а оштрина вида може бити трајно погођена. Иако се већина одвајања ДМ дешава спонтано, она се повлачи након операције, десцеметопексија, која се сматра златни стандард за лечење упорног одвајања ДМ.
Значајно оштећење десцементове мебране мембране  као што су оштећења узрокована наследним стањем познатим као Фукова дистрофија (у којој десцеметова мембрана прогресивно отказује, а рожњача се згушњава и замагљује јер је размена хранљивих материја/течности између рожњаче и остатка ока прекинута) може захтевати трансплантацију рожњаче. У току операције хирург може састругати оштећену десцеметову мембрану и уметнути или трансплантирати нову мембрану узету из тела донора. У том процесу већина сквамозних ћелија донорске мембране преживе. Након ове интервенције драматично и наглашено зауставља се пропадање рожњаче-
Десцеметова мембрана је такође место таложења бакра код пацијената са Вилсоновом болешћу или другим обољењима јетре, које доводи до формирања Кајзер-Флајшеровог прстена.